# Kirysek strumieniowy
Kirysek strumieniowy (Brochis arcuata) – gatunek ryby sumokształtnej z rodziny kiryskowatych (Callichthyidae). Powszechnie, błędnie uznawany za popularną rybę akwariową, w rzeczywistości mylony z innym gatunkiem, Hoplisoma granti, opisanym dopiero w 2019 roku.

## Taksonomia
Gatunek został opisany po raz pierwszy w 1939 roku jako Corydoras arcuatus przez brytyjską akwarystkę Margery G. Elwin na podstawie dwóch osobników pozyskanych już z handlu akwarystycznego. Osobnik uznany za holotypowy wyraźnie przerastał rozmiarem drugą z opisywanych ryb. Dokładne miejsce połowu zwierząt nie jest znane. Jedynie paratyp miał zostać odłowiony w dopływie Amazonki, Tefé. Sam oryginalny opis gatunku jest dość szczątkowy. Pomija szereg ważnych danych o morfologii zwierząt, a także nie uwzględnia numeru katalogowego dla holotypu. Autorka zawarła w nim natomiast zdjęcie żywego osobnika, rzekomo przedstawiające właśnie holotyp. W swojej pracy z 2014 roku Steven Grant jako pierwszy wskazał na wyraźnie różnice morfologiczne między holotypem C. arcuatus, przechowywanym w londyńskim Muzeum Historii Naturalnej, a zwierzęciem widniejącym na zamieszczonej w pracy Elwin ilustracji. Przede wszystkim, ryby różniły się długością i budową pyszczka, gdzie u sfotografowanego okazu był on krótki i zaokrąglony, a w przypadku holotypu dłuższy i prostszy. Grant hipotetyzował zatem, że obecna na zdjęciu ryba to nie holotyp, lecz wspomniany przez autorkę mniejszy z kirysków, reprezentujący, wg. Granta, odmienny gatunek niż C. arcuatus. Ponadto, to właśnie osobniki o krótkich i zaokrąglonych pyszczkach miały od lat być rozpowszechnione w hobby akwarystycznym, błędnie funkcjonując pod nazwą Corydoras arcuatus. Ryby najbardziej podobne z wyglądu do okazu z londyńskiego muzeum uznawane były natomiast za jeszcze nieopisany gatunek, rzadko spotykany w handlu akwarystycznym, figurujący w nim pod numerem CW036 (w ramach systemu numeracji CW) lub pod nieformalną nazwą Corydoras sp. "Super Arcuatus". Przypuszczenia Granta ostatecznie potwierdziły badania opublikowane w 2019 roku, w których Luiz Tencatt wraz z zespołem dokonują ponownego opisu C. arcuatus. Autorzy szczegółowo przedstawiają cechy charakterystyczne gatunku, odróżniające go od innych, podobnie ubarwionych kirysków. Potwierdzają także status błędnie przypisywanych do C. arcuatus popularnych ryb akwariowych jako przedstawicieli jeszcze nieopisanego dotąd gatunku, tym samym nadając mu nazwę Corydoras granti.
Zgodnie z rewizją taksonomiczną podrodziny Corydoradinae z 2024 roku, C. arcuatus został przeniesiony z rodzaju Corydoras do Brochis i od tamtej pory nosi nazwę Brochis arcuata.

## Opis
Dorasta do 4-6 cm długości. Ubarwienie ciała białawe. Od pyszczka przez oko aż do nasady płetwy ogonowej biegnie czarny, łukowaty pas. Pysk podłużny i prosty. Ząbkowanie na krańcu płetwy grzbietowej i płetw piersiowych skierowane w dół, w kierunku ciała. Jest to cecha diagnostyczna rodzaju Brochis, pozwalająca z pewnością odróżnić B. arcuata od podobnie ubarwionych kirysków z innych rodzajów, jak H. granti czy Hoplisoma urucu, u których ząbkowanie skierowane jest do przodu. 

## Biologia
Zamieszkują płytkie, leśne strumienie o piaszczystym dnie oraz przejrzystej lub zaciemnionej taniną wodzie. Wszystkożerne, żywią się małymi wodnymi bezkręgowcami oraz resztkami roślinnymi. Obserwowane były zarówno pojedynczo, jak i w małych grupkach, na danych stanowiskach często w towarzystwie innych kiryskowatych, jak wyżej wspomniane H. urucu czy H. granti.

## Występowanie
Gatunek znany jedynie ze środkowej części basenu rzeki Juruá, odcinku rzeki Javari na granicy brazylijsko-peruwiańskiej, a także ze strumieni położonych zaraz na północ od miasta Leticia w południowej Kolumbii. 